# 筈井翔太
筈井 翔太（はずい しょうた、1986年9月30日 - ） 日本の男子水球選手。2016年リオデジャネイロオリンピックに日本代表として出場するが、グループステージで敗退。